# Chaetocladius longivirgatus
Chaetocladius longivirgatus is een muggensoort uit de familie van de dansmuggen (Chironomidae). De wetenschappelijke naam van de soort is voor het eerst geldig gepubliceerd in 2011 door Stur & Spies.